# Racionální funkce
Racionální funkce je funkce ve tvaru podílu dvou mnohočlenů:
{\displaystyle f(x)={\frac {P_{m}(x)}{Q_{n}(x)}}={\frac {a_{m}x^{m}+a_{m-1}x^{m-1}+\dotsb +a_{1}x+a_{0}}{b_{n}x^{n}+b_{n-1}x^{n-1}+\dotsb +b_{1}x+b_{0}}}},
kde {\displaystyle Q_{n}(x)} není nulový mnohočlen.
Speciální případy
- Je-li {\displaystyle Q_{n}(x)} nenulovou konstantou, lze taková racionální funkce zapsat ve tvaru mnohočlenu nezávisle proměnné – nazývá se pak polynomická funkce.
- Pokud racionální funkci nelze vyjádřit ve tvaru s konstantním jmenovatelem, jde o racionální lomenou funkci.

Racionální funkci je obecně možné rozložit na součet polynomu a ryze racionální lomené funkce (ve které je stupeň polynomu {\displaystyle P_{m}(x)} menší než stupeň polynomu {\displaystyle Q_{n}(x)}). Důležitá je vlastnost, že ryze racionální lomenou funkci lze vyjádřit jako součet parciálních zlomků poměrně jednoduchého tvaru, což například usnadňuje její integraci.